# أنوك ديكر
أنوك ديكر (بالهولندية: Anouk Dekker) (15 نوفمبر 1986 بألميلو في هولندا - ) هي لاعبة كرة قدم هولندية في مركزي الوسط والهجوم. شاركت مع منتخب هولندا لكرة القدم للسيدات. أما مع النوادي، فقد لعبت مع نادي مونبلييه وFC Twente (women) ‏ وMontpellier HSC (women) ‏ وFFC Heike Rheine ‏.

## وصلات خارجية
- أنوك ديكر على موقع الاتحاد الدولي (مؤرشف)  (الإنجليزية)
- أنوك ديكر على موقع الاتحاد الأوربي (الإنجليزية)
- أنوك ديكر على موقع قاعدة بيانات كرة القدم.إي يو (الإنجليزية)
- أنوك ديكر على موقع Soccerway.com (الإنجليزية)
- أنوك ديكر على موقع عالم كرة القدم.نت (الإنجليزية)
- أنوك ديكر على موقع اللجنة الأولمبية الدولية (الإنجليزية)
- أنوك ديكر على موقع أوليمبيديا (الإنجليزية)
- أنوك ديكر على موقع تيم أن.أل (الهولندية)